# Krivulja fižola
Krivulja fižola je ravninska algebrska krivulja četrte stopnje. Njena enačba je 
{\displaystyle x^{4}+x^{2}y^{2}+y^{4}=x(x^{2}+y^{2})\,}
V polarnih koordinatah pa je 
{\displaystyle r=\sin ^{3}\theta +\cos ^{3}\theta }.
Krivulja ima rod nič. Ima tudi eno matematično singularnost v izhodišču. 
Ploščina, ki jo krivulja zavzema je enaka 
{\displaystyle {\sqrt {2}}\int \limits _{0}^{1}{\sqrt {x(1-x+{\sqrt {1+(2-3x)x)}}}})dx=1,058049}

## Posplošitev krivulje fižola[1]
Posplošena oblika krivulje fižola je v polarnih koordinatah 
{\displaystyle r=\sin ^{a}\theta +\cos ^{b}\theta }
Običajno krivuljo fižola dobimo, če je {\displaystyle a=b=3}.
Za {\displaystyle a=b=1} in za {\displaystyle a=b=2} pa dobimo krožnico.